# Византия в художественной литературе
Византия в художественной литературе не является распространённой темой. Тем не менее можно перечислить ряд произведений, в которых используется история этого исчезнувшего государства.

## Характеристика списка
В библиографию не включены книги, опубликованные онлайн, но не изданные на бумаге. Названия иностранных книг, опубликованных на русском языке, приводятся в переводе. Все книги, существующие на русском, помечены галочкой (). Если произведение не переведено, то заглавие оставлено на иностранном языке, присутствует дополнительное указание об отсутствии перевода и галочка не стоит.
Во всех случаях, если это известно, флагом помечено гражданство (а точнее, язык) автора, а также оригинальное написание его имени. В случае русскоязычных писателей используются три варианта обозначения (Российская империя, СССР и РФ). Во всех случаях, когда его было возможно обнаружить, дано краткое содержание книги.
В списке перечислены не только книги, целиком посвящённые Византии, но и те романы о средневековой Европе, в которой Константинополю отведена хотя бы 1-2 главы (например, с описанием путешествия героя по миру). Список не включает романы из жизни современных Византии сопредельных государств, (например, Армении или Болгарии), если только взаимоотношения с Империей не являются основной сюжетной линией книги. С другой стороны, в статью включены романы из жизни территорий, в настоящий момент являющимися независимыми государствами, но в ту эпоху находившимися под властью Византии (например, Палестина, Иудея). Книги из русской истории включены в том случае, если они описывают походы на Царьград или имеют в качестве главных действующих лиц византийцев (как правило, беглецов из павшего Константинополя).
Хронологической датой начала Византии условно принят 330 год — дата перенесения Константином Великим столицы из Рима в Константинополь. Книги о Константине Великом и его матери равноапостольной Елене в список не включены, так как относятся к предшествующему периоду империи, когда христианство ещё не было государственной религией. Сочинения, описывающие события из жизни Западной Римской империи и города Рима, упоминаются в списке только если имеют отношения собственно к Византии.

## Характеристика произведений
Основные применяемые жанры таковы:
- Исторический роман:
  - Классический исторический роман (Ж. Ломбар, Р. Грейвс, А. Ладинский).
  - Беллетризированные или научно-популярные биографии (К. Диль, М. Казовский).
  - Любовный или же «женский» исторический роман (Джиллиан Брэдшоу, Сесилия Холланд).
- Фантастический роман (в списке выделен зелёным), в основном два поджанра:
  - Альтернативная история (Г. Тартлдав, Л. С. де Камп). 
  - Фэнтези-мир, сконструированный на основе истории Византии с заменой личных имен и географических терминов (Гай Гэвриел Кей).
  - а также путешествие во времени (менее распространено)
- Исторический детектив (Надежда Салтанова). Криптодетектив (практически не встречается).
- Поэмы и пьесы (преимущественно XIX век).

Произведения неоднородны по качеству: некоторые принадлежат перу общепризнанных мастеров пера, другие же являются бульварным чтивом. К числу последних по большей части принадлежат фантастические произведения:
«Силы ромейской разведки нацелены на самый сверхсекретный суперархив Темных Веков, содержащий компромат буквально на все правящие дома Западного мира. Кто встанет на пути у обнаглевших шпионов? Кто во имя высоких политических целей станет победоносно сражаться, бороться, искать, находить (среди прочего — даже чашу Грааль) и не сдаваться? Конечно, цвет рыцарства Гай Гисборн и отважный горец Мак-Лауд»... (Аннотация к роману «Творцы Апокрифов», Андрей Мартьянов, Марина Кижина).

Византия при Юстиниане

Наиболее популярными персонажами являются Юлиан Отступник, бывшая гетера императрица Феодора, её муж Юстиниан и их полководец Велизарий, а также викинг Харальд Суровый, служивший телохранителем императрицы Зои. Популярные эпохи — времена Юстиниана (VI век), 4-го крестового похода (взятия города крестоносцами, 1204 год) и взятия Константинополя турками (1453 год).

## Список произведений по авторам

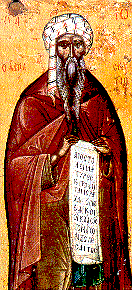
Иоанн Дамаскин

| # А Б В Г Д Е Ё Ж З И К Л М Н О П Р С Т У Ф Х Ц Ч Ш Щ Э Ю Я |

### А
- Николай Агафонов (протоиерей). «Иоанн Дамаскин». Исторический роман об отце церкви Иоанне Дамаскине .
- Сергей Алексеев. «Родина Богов». Верховные жрецы арваров заслали в Византию руса по имени Арий, чтобы разоблачить христианство .
- Жак Альмира (Jacques Almira). «La fuite a Constantinople, ou, La vie du comte de Bonneval» (1950, не переведен).
- Пол Андерсон:
  -  «Настанет время» (1972). Роман о путешествиях во времени, содержащий большой кусок с приключением героев в Константинополе периода до и после 4-го Крестового похода.
  -  «Чёлн на миллион лет» (1989). Роман о бессмертных людях, проживших долгую жизнь. Включает византийские эпизоды. 
  - «Rogue Sword» (1972; не переведён). Исторический роман о завоевании византийской Сицилии норманнами в XI веке.
  - «Last Viking» (1980; не переведён). Авантюрно-историческая трилогия: часть 1-я «Золотой Рог», в которой главный герой Харальд Суровый в 1030-х гг. служит телохранителем императрицы Зои.
- Майкл Арнольд (Michael Arnold). «Against the Fall of Night» (1975; не переведен). О эпохе Комниных.

### Б
- Дмитрий Балашов. «Бальтазар Косса». О взаимоотношениях папы Иоанна XXIII и Константинополя.
- Т. Дэвис Банн (T. Davis Bunn, под псевдонимом Thomas Locke). «To the Ends of the Earth: A Novel of the Byzantine Empire» (1995; не переведён). карфагенский купец прибывает в Константинополь.
- Иехошуа бар-Йосеф (Jehoshua Bar-Yoseph). ивр. הינוקא מברעם‎ (1987; "Дитя из Бар-Ама"не переведён). О чудесном ребёнке, родившемся в еврейской семье в Палестине под властью Византии ок. VII в.
- Павел Безобразов. «Император Михаил»[3].
- Джон Беллэйрс (John Bellairs). «The Trolley to Yesterday» (1989; не переведён). Один из серии романов о Джонни Диксоне, в котором любимый герой автора совершает прыжок в прошлое и пытается спасти Константинополь от турок.
- Паоло Бельцони (Paolo Belzoni). «Belisarius: The First Shall Be Last» (2000; не переведён). Роман католического автора о Велизарии, с сильным христианским посылом[4].
- C. Г. У. Бенджамин (S.G.W. Benjamin). «Constantinople, the isle of pearls : and other poems» (1860; не переведён), стихи.
- Иосиф Бродский. «Путешествие в Стамбул» (на англ. яз. авторский перевод под названием «Бегство из Византии»), эссе с историческими реминисценциями.
- Джиллиан Брэдшоу[англ.] (не переведены):
  - «The Beacon at Alexandria» (1986). О благородной девице из Эфеса во времена императора Валента, отправляющейся в Александрию, чтобы стать врачом, IV век.
  - «The Bearkeeper’s Daughter» (1987). О последних годах Юстиниана и Феодоры, написанный с точки зрения её незаконного сына.
  - «Imperial Purple» (1988). О ткачихе и её семье, соприкоснувшейся с заговором, приведшим к опале императрицы Евдокии, сер. V века.
  - «Alchemy of Fire» (2004). О бывшей наложнице, хранящей опасный секрет отцовства своей дочери (VII век).
- Виктор Буренин:
  -  «Пленник Византии» (1893), драма.
  -  «Императрица Византии», драма.
- Трэйси Бэрретт (Tracy Barrett). «Anna of Byzantium» (1999; не переведён). Книга для подростков о Анне Комниной.
- Клэр Бэрролл (Clare Barroll). «The Iron Crown» (1975; не переведен). О викинге Харальде Смелом и императрице Зое.

### В
- Мика Валтари. «Чёрный ангел» (1952). Об персонаже по имени Иоанн Ангел, и падении Константинополя. На русский язык переведен с сокращениями.
- Джон Вандеркук (John W. Vandercook). «Empress of the Dusk: A Life of Theodora of Byzantium» (1940; не переведен).
- Ф. ван Вик Мэйсон (F. Van Wyck Mason). «Silver Leopard: A Novel Of the First Crusade» (1955; не переведен).
- Сэр Обри де Вер (Aubrey de Vere, 1788—1846). «Julian the Apostate: a dramatic poem» (1823; не переведён), о Юлиане Отступнике.
- Гор Видал. «Император Юлиан» (1964), аналогично.
- Доррит Виллумсен. «Klædt i purpur» (1995; не переведён).
- Ангелос Влахос (Ange Vlachos, Άγγελος Βλάχος). Англ. перевод «Their Most Serene Majesties». О династии Комнинов — Иоанне, Мануиле и Андронике.
- Александр Волков. «Царьградская пленница». Времена княжения Ярослава Мудрого, XI век. Жену рыбака Стоюна Ольгу уводят кочевники и продают в рабство. Стоюн и его дочери Светлана и Зоря хотят спасти мать. Купец Ефрем едет из Новгорода в Царьград, и дети Ольги поступают к нему на службу.
- Вронский, Юрий Петрович «Необычайные приключения Кукши из Домовичей» (1974). Повесть для детей. В книге описаны приключения славянского мальчика, захваченного викингами. После череды приключений мальчик попадает в Царьград…

### Г
- Галечьян В., Ольшанецкий В. «Византия». Фантастический исторический роман, действие происходит одновременно в современной Москве и в Византии.
- Геза Гардони. «A láthatatlan ember» (1902, «Невидимый человек», не переведён). О визите византийского дипломата Приска Панийского в стан Аттилы и бегстве византийского раба к гуннам.
- Александр Герцен. «Легенда» (1835), новеллизированное житие св. Феодора, византийского монаха[5].
- Александр Говоров. «Византийская тьма». Современный археолог попадает в прошлое накануне захвата Константинополя крестоносцами и пытается это предотвратить.
- Алан Гордон (Alan Gordon). «Шут и император». Начало XIII века. В Константинополе таинственным образом исчезают шесть шутов. Встревоженная этим гильдия шутов поручает своему тайному агенту Фесте раскрыть тайну. Псевдоисторический детектив, 2-й из серии, основанной на персонажах из «Двенадцатой ночи» Шекспира.

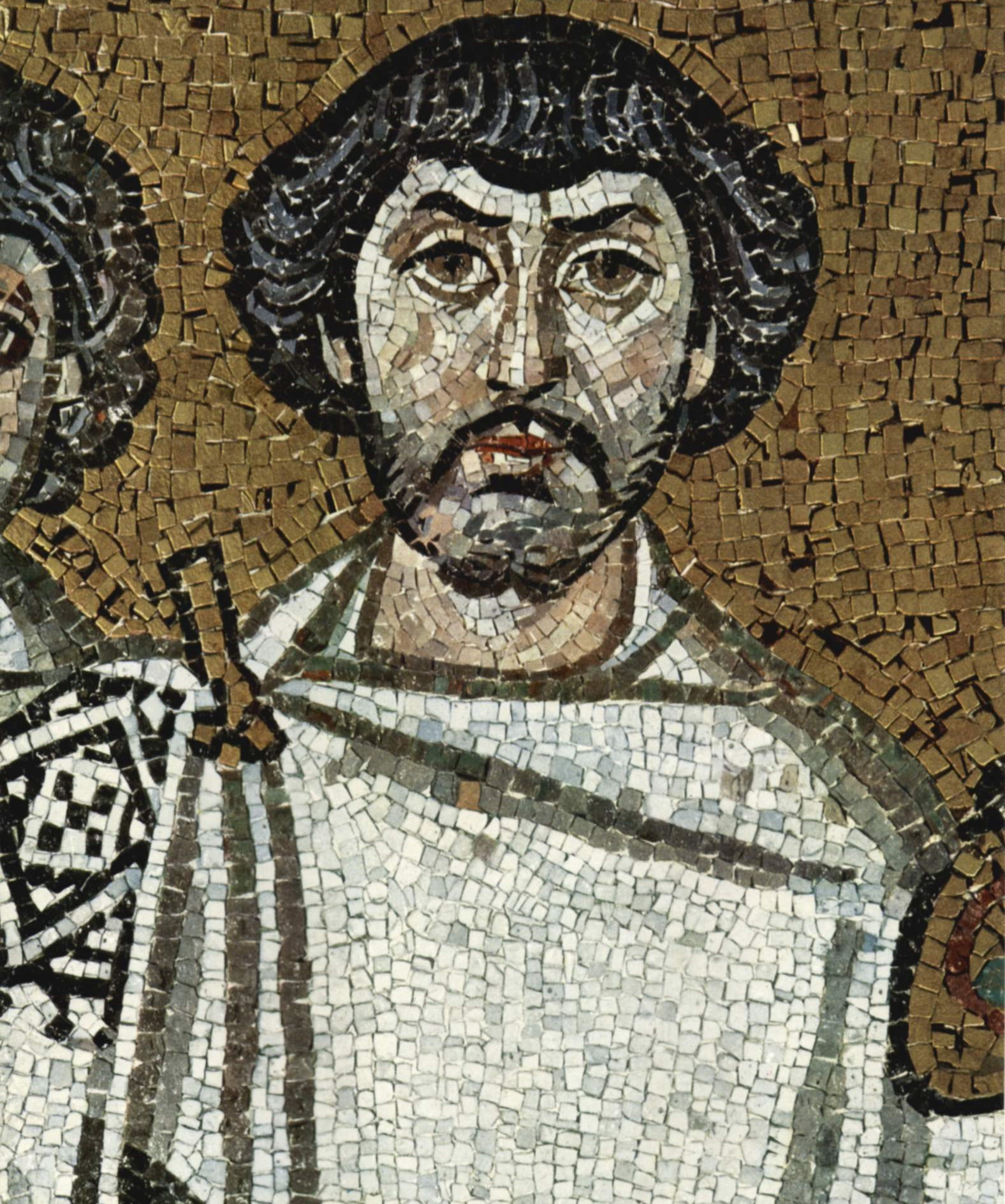
Предполагаемый портрет Велизария на равеннской мозаике

- Роберт Грейвс. «Полководец Велисарий» («Князь Велизарий»).
- Элджин Гроусклоуз (Elgin Groseclose). «Olympia: A Novel» (1980; не переведён). О Константинополе IV века, фигурирует Иоанн Златоуст.
- Николай Гумилёв. «Отравленная туника». Пьеса о Юстиниане и Феодоре.
- Ричард Гэрнетт (Richard Garnett). «The Twilight of the Gods and other tales» (1888; не переведён). Сборник «языческих рассказов».

### Д
- Феликс Дан. «Julian der Abtrünnige» (1893; не переведён). О Юлиане Отступнике. Упоминания о Византии и Велизарии в книгах «Аттила» и «Схватка за Рим» (1876, роман о Теодорихе).
- Лайон Спрэг Де Камп. «Да не опустится тьма». Альтернативная история про Велизария
- Пенелопа Дельта (Penelope Delta) (не переведены):
  - «Για την Πατρίδα» (1909, «Для спасения родины»)
  - «Τον Καιρό του Βουλγαροκτόνου» («В годы Болгаробойцы») — роман о временах Василия II.
- Ноэль Б. Джерсон (Noel Bertram Gerson). «Theodora, a novel» (1969; не переведён).
- Питер Дикинсон (Peter Dickinson). «The Dancing Bear» (1972; не переведён). Детская книжка о мальчике, медведе и святом, которые во времена Юстиниана отправляются к гуннам ради спасения девочки.
- Пирсон Диксон (Pierson Dixon). «The glittering horn; secret memoirs of the Court of Justinian» (1958; не переведён).
- Карл Диль. «Византийская императрица»[3].
- Артур Конан Дойл. «Возвращение» (1909). Рассказ о появлении в Константинополе внебрачного сына Феодоры.
- Дэвид Дрейк, Эрик Флинт. Серия фантастических романов о Велизарии («Окольный путь», «Сердце тьмы», «Щит судьбы», «Удар судьбы», «Прилив победы», «Танец времени», см. Belisarius series), альтернативная история. Византийский полководец воюет не с вандалами и готами, а с индусами, вооруженными пороховым оружием, и делает это в союзе с персами.

I

Нет, не для старых этот край. Юнцы

В объятьях, соловьи в самозабвенье,

Лососи в горлах рек, в морях тунцы — 

Бессмертной цепи гибнущие звенья — 

Ликуют и возносят, как жрецы,

Хвалу зачатью, смерти и рожденью;

Захлестнутый их пылом слеп и глух

К тем монументам, что воздвигнул дух.

II

Старик в своем нелепом прозябанье

Схож с пугалом вороньим у ворот,

Пока душа, прикрыта смертной рванью,

Не вострепещет и не воспоет — 

О чем? Нет знанья выше созерцанья

Искусства не скудеющих высот:

И вот я пересек миры морские

И прибыл в край священный Византии.

III

О мудрецы, явившиеся мне,

Как в золотой мозаике настенной,

В пылающей кругами вышине,

Вы, помнящие музыку вселенной! — 

Спалите сердце мне в своем огне,

Исхитьте из дрожащей твари тленной

Усталый дух: да будет он храним

В той вечности, которую творим.

IV

Развоплотясь, я оживу едва ли

В телесной форме, кроме, может быть,

Подобной той, что в кованом металле

Сумел искусный эллин воплотить,

Сплетя узоры скани и эмали, —

Дабы владыку сонного будить

И с древа золотого петь живущим

О прошлом, настоящем и грядущем.
- Альфред Дугган (Alfred Duggan) (не переведены):
  - «Knight with Armour» (1950). О Первом крестовом походе, глазами весьма недалекого рыцаря.
  - «The Lady for Ransom» (1973). О норманнском купце на византийской службе, оказавшемся в битве при Манцикерте.
- Уильям Стернс Дэвис (William Stearns Davis). «The Beauty Of The Purple; A Romance Of Imperial Constantinople Twelve Centuries Ago» (1924; не переведён)

### З
- Павел Загребельный. Диво (1968) — роман о создании Софии Киевской, часть действия происходит в Византии

### И
- Генрик Ибсен. «Кесарь и Галилеянин» (1873), пьеса о Юлиане Отступнике.
- Валентин Иванов. Роман «Русь Изначальная» содержит важную сюжетную линию о Византии VI века.

### Й
- Уильям Батлер Йейтс:
  - Знаменитое стихотворение «Sailing to Byzantium» открывает сборник «Башня» (1928), обыгрывается в эссе Бродского «Путешествие в Стамбул», в названии фильма «Старикам тут не место» и т. д.
  - Мистическое видение Равенны в стихотворении «Byzantium», вошедшем в сборник «Винтовая лестница» (1933).

### К
- Исмаил Кадаре. «Ura me tri harqe»  (1978, «Мост с тремя арками»). История начала османского внедрения на Балканы. 1377 год, рассказчиком истории является византийский монах.
- Михаил Казовский. «Юстиниан. Топот бронзового коня». О жизни императора Юстиниана Великого. Также ряд других романов на византийскую тематику, см.
- Александр Каждан. «У стен Царьграда». О XI веке.
- Панагиотис Канеллопулос (Panagiotis Kanellopoulos). «Я родился в 1402» (1959; не переведён).
- Джордж Карлейль (George Howard, 7th Earl of Carlisle). «The last of the Greeks; or, The fall of Constantinople. A tragedy» (1828; не переведён).
- Епископ Чарльз Уоррен Карриер (Charles Warren Currier). «Dimitrios and Irene; or, The conquest of Constantinople. A historical romance» (1857; не переведён).
- Гай Гэвриел Кей. Фантастическая дилогия «Сарантийская мозаика» про времена императора «Валериана II», имеющего параллели с Юстинианом Великим.
- Костас Кириазис (Kostas Kyriazis, Κώστας Κυριαζής). Не переведены:
  - «Κωνσταντίνος Παλαιολόγος», 1962. О Константине Палеологе.
  - «Θεοφανώ» (1963). О Феофано.
  - «Βασίλειος ο Βουλγαροκτόνος» (1964). О Василии II Болгаробойце.
  - «Αγνή η Φράγκα . Οι τελευταίοι Κομνηνοί» (1980). О Агнес Французской, глазами которой увидены события эпохи Мануила I, Алексея II и Андроника I Комниных.
  - и другие романы[7].
- Игорь Коваленко. «Улеб Твердая Рука». Времена князя Святослава. Кузнец Улеб из приднестровского села Радогоща и его сестра Улия захвачены в плен и увезены в Константинополь.
- Александр Красницкий. «Гроза Византии». О походах русичей и варягов на Царьград.
- Рене Краус (Rene Kraus). «Theodora, the Circus Empress» (1938, не переведён).
- Юлия Кристева. «Смерть в Византии». Поиски современных серийных и несерийных убийц приводят к разысканиям в истории Византии XI века и крестовых походов, к книге византийской принцессы Анны Комниной «Алексиада».

### Л

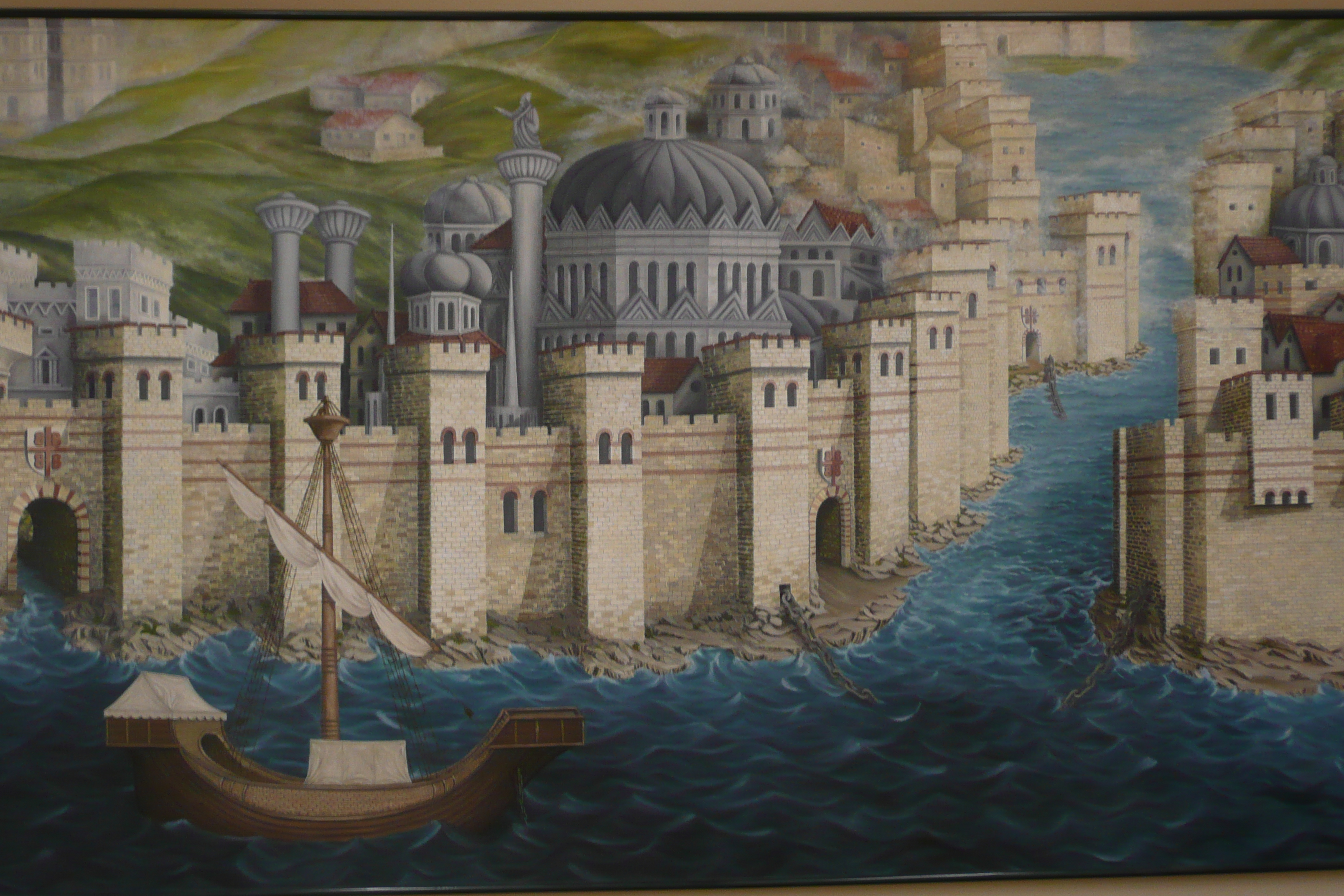
Осада Константинополя крестоносцами в 1204 году

- Антонин Ладинский. «Когда пал Херсонес» (1938); «Последний путь Владимира Мономаха» (ряд глав о Византии).
- Иван Лажечников. «Басурман» (1838). Роман о русском царе Иване III, где фигурирует ряд византийцев, сбежавших из павшего Константинополя.
- Георгиос Леонардос (не переведены):

1. «Μιχαήλ Η Παλαιολόγος» (2004, «Михаил VIII Палеолог Освободитель»)
2. «Οι Παλαιολόγοι» (2006, «Палеологи»)
3. «Ο τελευταίος Παλαιολόγος» (2007, «Последний Палеолог»)
4. «Σοφία Παλαιολογίνα- Από το Βυζάντιο στη Ρωσία» (2008, «София Палеолог — из Византии в Россию»)

- Гюг Ле Ру. «Норманны в Византии»[3][8].
- Николай Лесков:
  - «Скоморох Памфалон». Рассказ о временах царствования Феодосия Великого[9].
  - «Аскалонский злодей». Рассказ о временах Феодоры[10].

Айя-София — здесь остановиться

Судил Господь народам и царям!

Ведь купол твой, по слову очевидца,

Как на цепи, подвешен к небесам.

И всем векам — пример Юстиниана,

Когда похитить для чужих богов

Позволила Эфесская Диана

Сто семь зеленых мраморных столбов.

Но что же думал твой строитель щедрый,

Когда, душой и помыслом высок,

Расположил апсиды и экседры,

Им указав на запад и восток?

Прекрасен храм, купающийся в мире,

И сорок окон — света торжество;

На парусах, под куполом, четыре

Архангела прекраснее всего.

И мудрое сферическое зданье

Народы и века переживет,

И серафимов гулкое рыданье

Не покоробит темных позолот.
- Джозеф Лессард (Joseph Lessard). «The Hero of Byzantium» (2005; не переведён). О Велизарии.
- Джеймс Ловитт (James Lovett). «East of the Fall of Rome: A Byzantine Bedside Companion» (1975, не переведён). Три новеллы о византийской жизни IX века.
- Жан Ломбар (Jean Lombard). «Византия». Действие романа происходит в VIII веке н. э., во времена правления императора Константина V. Славянское происхождение главных героев и их имена отсылают к теории славянского происхождения Юстиниана I.
- Стивен Лохед (Stephen R. Lawhead). «Byzantium» (1996; не переведён). Ирландский монах должен добраться до Константинополя и привезти подарок императору. По пути ему приходится претерпеть множество приключений. IX век.
- Гарольд Лэмб (Harold Lamb). «Феодора. Циркачка на троне» (1952).

### М
- Василий Майков, «Фемист и Иеронима» (1775), трагедия в стихах о девице из рода Палеологов в гареме султана.
- Элен А. Малер (Helen A. Mahler). «Empress of Byzantium». О жизни императрицы Евдокии-Афинаиды, не переведён.
- Путешествия сэра Джона Мандевиля (XIV век), анонимное фантастическое путешествие на Восток.
- Осип Мандельштам, «Айя-София», стихотворение из сборника «Камень» (1912).
- Андрей Мартьянов, Марина Кижина. «Творцы апокрифов». Фэнтези, где фигурирует византийская разведка, вечный противник Робин Гуда сэр Гай Гисборн, а также горец Мак-Леод.
- Джон Мейсфилд (John Masefield; не переведены):
  - «Basilissa, a tale of the Empress Theodora» (1940). О Феодоре
  - «Conquer, a tale of the Nika rebellion in Byzantium» (1941). О восстании Ника.
- Дмитрий Мережковский. «Юлиан Отступник».
- Мэри Рассел Митфорд (Mary Russell Mitford). «Julian: a tragedy, in five acts» (1823; не переведён).
- Ховард Митчем (Howard Mitcham). «Four tales from Byzantium» (1964; не переведён).
- Чедомил[11] Миятович. «Константин, последний византийский император»[3]. О Константине XI Драгаше.
- Дэвид Мэллет (David Mallet). «Amyntor and Theodora: or, The hermit. A poem. In three cantos» (1747; не переведён).
- Аллан Мэсси (Allan Massie). «The Evening of the World: A Novel of the Dark Ages». Во времена Аттилы римский аристократ Маркус путешествует по разваливающейся империи, в том числе и по Византии.

### Н
- Нестор Искандер (?). «Повесть о взятии Царьграда турками в 1453 году» (XV век). Литературное произведение, написанное по горячим следам, но с большим количеством вымышленных деталей — например, фигурируют патриарх и императрица, каковых личностей в тот период времени в Константинополе не существовало. Многие исследователи оспаривают указанное авторство.

### О

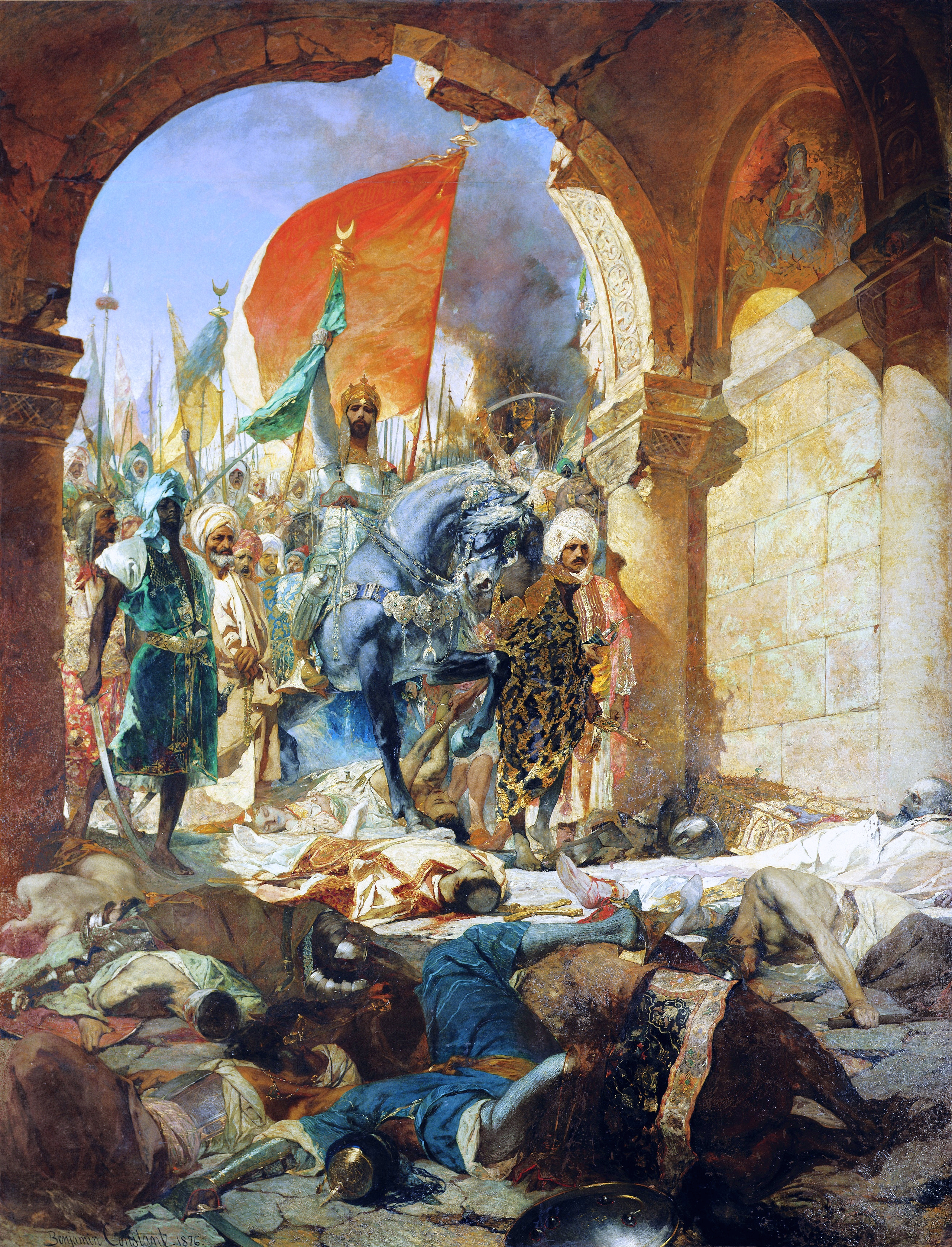
«Вступление Мехмеда II в Константинополь в 1453 году». Картина Б. Констана, 1876

- Джек Олек (Jack Oleck). «Феодора».
- Михаил Орлов. «Борьба за унию». Действие романа происходит в XV веке, флорентийская уния.
- Жан д'Ормессон (Jean d’Ormesson). «La Gloire de l’Empire» (1975; не переведён). О Византии IX века.
- Артур К. Очмьюти (Arthur C. Auchmuty). «Julian the apostate: a prize poem recited in the Theatre» (1863; не переведён). Поэма.

### П
- К. Дж. Паркер (K.J. Parker). Цикл «Фехтовальщик» («Закалка клинка», «Натянутый лук», «Пробирная палата» 1998—2000): фантастический мир, город Перимадея, где происходит действие, представляет собой гибрид Венеции и Константинополя.
- И. Перваноглу. «Андроник Комнен»[3]. Об Андронике I Комнине.
- Николай Полевой. «Византийские легенды. Иоанн Цимисхий. Быль X века» (1838—1841). Об императоре Иоанне I Цимисхии[12].
- Горан Петрович. «Осада церкви святого Спаса» (1997). Квазиисторический роман в стиле балканского магического реализма. Действие сюжетной линии, относящейся к Византии, происходит в 1202—1205 гг., во время Четвертого крестового похода. В аннотации к русскому изданию ошибочно указан 1291 г.
- Милорад Павич:
  - «Икона, которая чихает» (в сб. «Железный занавес», 1973). Рассказ, содержащий в качестве вставной новеллы историю из жизни Иоанна Дамаскина.
  - «Чересчур хорошо сделанная работа» (там же). Рассказ, действие которого происходит в Византии сперва в период гражданской войны 1341 г., а затем во время осады Константинополя турками в 1453 г.

### Р
- Ги Раше (Guy Rachet). «Theodora: Roman» (1984; не переведён).
- ,  Мэри Рид и Эрик Майер (Mary Reed and Eric Mayer). Серия детективов о евнухе Иоанне, казначее императора Юстиниана, расследующем преступления (не переведены):

1. «One for Sorrow» (1999)
2. «Two for Joy» (2000)
3. «Three for a Letter» (2001)
4. «Four for a Boy» (2003)
5. «Five for Silver» (2004)
6. «Six for Gold» (2005)
7. «Seven for a Secret» (2008)

- Кэтлин Робинсон (Kathleen Robinson). «Heaven’s Only Daughter» (1993; не переведён). О временах императора Гонория.
- Эдмон Ростан. «Принцесса Грёза» (1895), пьеса в стихах о рыцарях, в том числе и византийских.

### С
- Салтанова Надежда. «Яд Империи». (ЭКСМО Москва, 2023). Исторический романтический детектив. Травнице из Константинополя приходится расследовать таинственное отравление. Действие разворачивается в середине Х века, во время правления Константина Багрянородного.
- Викторьен Сарду (Victorien Sardou). «Theodora» (1887; не переведён), драма для бенефиса Сары Бернар, давшая название фетровой шляпе в английском и других языках.
- Горацио Саутгейт (Horatio Southgate). «The cross above the crescent : a romance of Constantinople…» (1877; не переведён).
- Владимир Свержин. «Лицо отмщения». (АСТ Москва, 2008) Роман из серии о приключениях сотрудников Института экспериментальной истории. Действие происходит в Константинополе, Киеве и Англии времен правления Иоанна II Комнина и Владимира Мономаха. Альтернативная история, фэнтези.
- Кассия Сенина. «Кассия» (1-е издание — Москва, 2010; 2-е издание — Москва, 2012). Роман о Византии первой половины IX в. Жизнь византийского двора, интеллектуальной элиты и монахов, жизненная философия византийцев, борьба иконопочитателей с иконоборцами, восстановление иконопочитания в 843 г. Главные герои — известная византийская монахиня-гимнограф Кассия, император Феофил, императрица Феодора, Феодор Студит, Иоанн Грамматик. В романе действуют множество других реальных исторических лиц.
- Кассия Сенина и Сергей Суворов. «Золотой Ипподром» (2013). Первый роман из серии «Византия XXI» — о мире, где Византийская Империя не пала в 1453 г., но существует до нашего времени. Любовно-приключенческий роман, действие разворачивается в августе 2010 г. в Константинополе, в правление императора Константина XXI Кантакузина, который хочет вернуть в Город сокровища, украденные крестоносцами.
- Скворцов К. В.  «Георгий Победоносец. Обретение веры».  Драма. История христианства в Византии. Пьеса посвящена высокому духовному подвигу великомученика Георгия в эпоху правления Диоклетиана (конец II — начало III века нашей эры). В кн.: К. В. Скворцов. Сим победиши! Москва, 2010 ISBN 978-5-8402-0206-7.
- Скворцов К. В.  «Константин Великий».  Драма. История христианства в Византии. В кн.: К. В. Скворцов. Сим победиши! Москва, 2010 ISBN 978-5-8402-0206-7
- Скворцов К. В.  «Юлиан отступник».  Драма. История христианства в Византии. В кн.: К. В. Скворцов. Сим победиши! Москва, 2010 ISBN 978-5-8402-0206-7
- Скворцов К. В.  «Иоанн Златоуст».  Драма. История христианства в Византии. Крестный путь святителя Иоанна Златоуста — основа сюжеты пьесы. Святой Учитель высоко пронёс факел вселенской любви к людям, свет от которой освещает нам путь по сей день. В кн.: К. В. Скворцов. Сим победиши! Москва, 2010 ISBN 978-5-8402-0206-7.
- Роберт Силверберг. «Вверх по линии». Роман о путешествиях во времени по «маршруту „Византия“».
- Семён Скляренко. Романы «Святослав» (1959) и «Владимир» (1962) включают множество глав о Византии второй половины X века.
- Вальтер Скотт (Walter Scott). «Граф Роберт Парижский» (1832). Действие происходит в Константинополе во время Первого крестового похода. В числе героев император Алексей I Комнин, его дочь Анна Комнина, муж последней Никифор Вриенний.
- Николай Спасский. «Византиец». Действие происходит в Италии XV века на фоне последствий падения Константинополя. Главный герой интригует, чтобы выдать племянницу последнего императора Византии Зою (Софию) Палеолог за русского царя.
- Торвальд Стеен (Thorvald Steen). «Constantinople: City of Man’s Desire» (1999; не переведён). О короле Сигурде I Крестоносце, который в 1108 году оказывается в Константинополе.
- Алан Савадж  (Alan Savage). «Османец» (1990). О пяти поколениях семьи Хоквуд, начинающийся с прибытия её основателя в 1448 в Константинополь и его делах там.
- Сергей Смирнов[прояснить][значимость факта?]. «Цареградский оборотень». (СПб.: Амфора, 2000) Исторический роман с оттенком мистицизма. Присутствуют довольно подробные описания культурных, бытовых и политических реалий Византии и дохристианской Руси. Главный герой — славянский юноша, сын вождя, его пребывание в Константинополе и возвращение домой.

### Т
- Джудит Тарр (Judith Tarr), не переведены:
  - «Golden Horn» (1985). О 1204 годе, с небольшими элементами фэнтези.
  - «The Eagle’s Daughter» (1995). О византийской принцессе Феофано, выданной за императора Священной Римской империи Оттона II.
- Гарри Тертлдав:
  -  «Агент Византии». Сборник новелл в жанре альтернативной истории о жизни византийского шпиона.
  -  «Уход» — альтернативная история, арабо-византийская империя. 
  -   Три цикла романов: «Император Крисп» (прообразом главного героя Криспа является Василий I), «Смутное время» (основан на событиях в Византии и Персии в конце VI-начале VII вв.) и «Пропавший легион», где Византия выведена под именем Видесс (Videssos).
  - «Thessalonica». О том, как христианский византийский город Фессалоники оказывается спасён мифическими существами из древнегреческого пантеона.
  - «Justinian» роман о Юстиниане II (Под псевдонимом H. N. Turtletaub).
- А. К. Толстой:
  - «Песня о походе Владимира на Корсунь» (1869)
  - Поэма «Иоанн Дамаскин» (1859).
- Александр Тюрин. «Царства сотника Сенцова». Альтернативная история: в 1204 г. русские князья пришли на помощь византийцам и защитили Константинополь от западных крестоносцев, затем Русь и Византия объединились в единую Восточную Римскую Империю. В XX веке это одно из самых богатых и могущественных государств на Земле.

### У

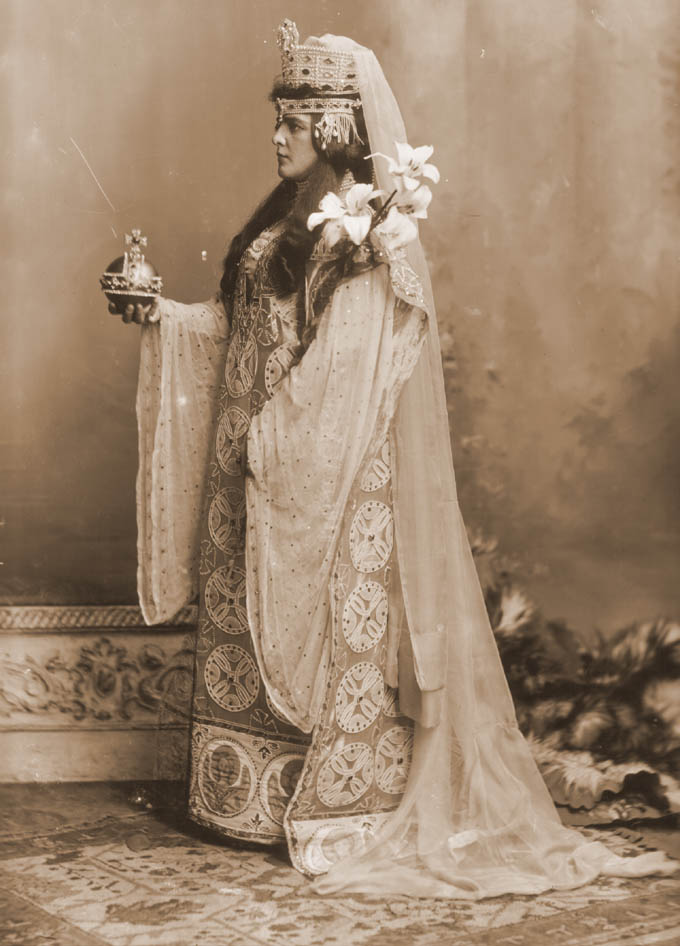
Леди Рэндольф Черчилль в образе императрицы Феодоры

- Элайза Орн Уайт (Eliza Orne White). «The Coming of Theodora» (1895; не переведён). Роман о Феодоре.
- Льюис Уоллес (Lew Wallace). «The Prince of India; or, Why Constantinople Fell» (1893; не переведён). Роман о падении Константинополя и Вечном жиде от автора знаменитого «Бен-Гура», с явными антисемитскими интонациями[13].
- Юджин Уолтер (Eugene Walter). «The Byzantine riddle and other stories» (1985; не переведён).
- Джил Пэтон Уолш (Jill Paton Walsh). «The Emperors Winding Sheet» (1974; не переведён). Детская книга о мальчике, прислуживавшем Константину IX и ставшего свидетелем осады города в 1473.
- Каари Утрио (Kaari Utrio). «Vaskilintu» (1992; «Медная/Железная птица», не переведён). О средневековой Финляндии, но некоторые сцены происходят в Константинополе.
- Каари Утрио (Kaari Utrio). «Sunneva keisarin kaupungissa» (1970; «Суннева в императорском городе», не переведён). О Четвёртом крестовом походе.
- Айслин Пол Уэллман (Iselin Paul Wellman). «The Female» (1953; не переведён). Ещё один роман про Феодору и Юстиниана.

### Ф
- Эндрю Фетлер (Andrew Fetler). «To Byzantium: stories» (1975; не переведён).
- П. Филео. «Падение Византии»[3].
- Фран Финжгар (Fran Saleški Finžgar). «Pod svobodnim soncem» (1906—1907, русский перевод: «Финжгар Франц. Под солнцем свободы: Повесть о далеких предках». / М.: Худ. лит-ра, 1970. — 472 с. — Серия «Библиотека исторического романа»). О столкновениях южнославянских племен с Византией во времена Юстиниана.
- Люсия Фишер-Пап (Lucia Fischer-Pap). «Eva, Theodora: Evita Peron, Empress Theodora reincarnated» (1982; не переведён). О реинкарнации императрицы-гетеры в жену аргентинского президента.
- Джон М. Форд (John M. Ford). «The Dragon Waiting: a Masque of History» (1983; не переведён). Альтернативная история: Юлиану Отступнику удалось сохранить империю в язычестве, и поэтому теперь, в XV-м веке, она процветает.
- Майкл Кертис Форд (Michael Curtis Ford). «Gods and Legions» (2002; не переведён). Роман о Юлиане Отступнике, написанный от лица св. Кесария Назианзина.
- Вайолет Фейн. «Betwixt two seas: poems and ballads (written at Constantinople and Therapia)» (1900; не переведён), стихи.
- Самнер Линкольн Фэрфилд (Sumner Lincoln Fairfield). «The siege of Constantinople: a poem» (1822; не переведён). Поэма.

### Х

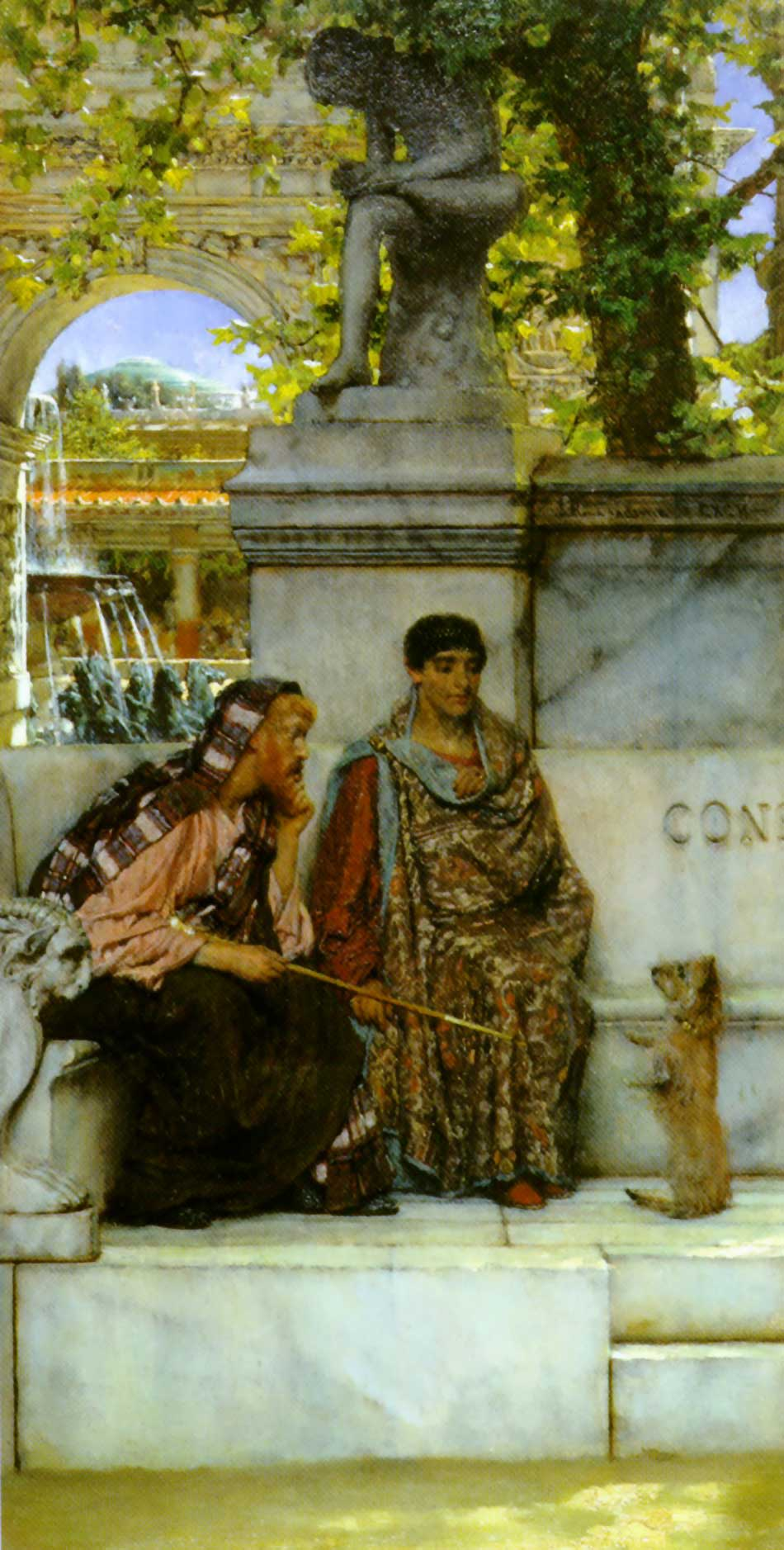
Лоуренс Альма-Тадема.
«Во времена константиновы»

- Элберт Хаббард и Элис Хаббард (Elbert Hubbard). «Justinian and Theodora, a drama; being a chapter of history and the one gleam of light during the dark ages», (1906; не переведён).
- Елена Хаецкая. «Византийская принцесса». Византия, XV век, турецкие войска взяли Константинополь. По мотивам рыцарского романа Жуанота Мартуреля «Тирант Белый».
- Мордехай Халтер (Mordecai Halter). «השבועה מציפורי» («Пленница из Сепфориса»; 1946; не переведён). О еврейском восстании против Византии в 351 году.
- Томас Харлан (Thomas Harlan). «The Storm of Heaven» (2001; не переведён). Третий роман из цикла «Oath of Empire» — альтернативного мира, где есть магия, а Рим не пал. Действие книги происходят на территориях Восточной империи.
- Томас Харпер (Tom Harper, наст. имя Edwin Thomas) (не переведены):
  - «The Mosaic of Shadows» (2004). Профессиональный телохранитель должен выяснить, кто хочет убить императора. Время 1-го Крестового похода.
  - «Knights of the Cross» (2005). Убийство норманнского рыцаря с целью посеять напряжение между крестоносцами и византийцами, расследует агент императора.
  - «Siege of Heaven» (2006). Императорский агент отправляется с дипломатической миссией в Египет. (В отличие от первых двух романов, не детектив).
- Кристофер Харрис (Christopher Harris), (не переведены):
  - «Theodore» (2000). В отличие от многочисленных других книг с таким названием, данный роман не об императрице Феодоре, а о святом Феодоре из Тарсиса (VII век), некоторое время, по предположениям автора книги, служившем клерком у императора Ираклия. Еретические «мемуары» священника-гомосексуалиста, в будущем архиепископа Кентерберийского, а затем канонизированного[14].
  - «False Ambassador». Молодой англичанин становится солдатом, и помимо всего прочего, попадает в Константинополь XV века.
  - «Memoirs of a Byzantine Eunuch» (2002). О IX веке, временах императора Михаила III.
- Фредерик Харрисон (Frederic Harrison). «Theophano, The Crusade of the Tenth Century» (1904; не переведён). 956—969 годы, об императоре Никифоре Фоке, Романе II и императрице Феофано. В основу книги лег рассказ Льва Дьякона.
- Вера Хенриксен. «Королевское зерцало» (1980). Ещё один роман о викинге Харальде Суровом.
- Сесилия Холланд (Cecelia Holland) (не переведены):
  - «The Belt of Gold» (1984). Действие происходит в правление императрицы Ирины, ок. 800 года. Молодой франк прибывает в Константинополь, где его втягивает в интригу византийская аристократка.
  - «The High City» (1999). О начале царствования Василия II и его телохранителях-викингах, в числе которых есть молодой ирландец.

### Ц
- Дан Цалка (Dan Tsalka). ивр. «המסע השלישי של האלדברן: סיפור לבני הנעורים»‎ (1979; «Третье путешествие Альдебрана», не переведён). Детская книга о путешествии во времени в византийскую Палестину 549 года.
- Стефан Цвейг. «Завоевание Византии». Историческая миниатюра.

### Ч
- Карел Чапек. «Иконоборчество». Сатирический рассказ на материале древней истории[15].

### Ш
- Сьюзен Шварц (Susan Shwartz) (не переведены):
  - «Byzantium’s Crown» (1987). Историческое фэнтези, соединение византийских и египетских мотивов. Далёкий потомок Александра Македонского Мэррик учится магии, чтобы завоевать престол. Серия «Heirs to Byzantium», книга первая
  - «Woman of Flowers» (1987). Тот же цикл, роман о сестре Мэррика, принцессе Алексе Византийской. Серия «Heirs to Byzantium», книга вторая
  - «Queensblade». Серия «Heirs to Byzantium», книга третья
  - «Silk Roads and Shadows» (1988). О торговле шелком и пути между Китаем и Византией.
  - «Shards of Empire» (1996). О юном византийце, наблюдающем разрушение империи под ударами турок, и находящим свою истинную любовь.
  - «Cross and Crescent» (1997) О Первом крестовом походе и интригах Алексея I Комнина против крестоносцев.

Под вечер хорошо у Босфора,

Хорошо у Золотого Рога:

Море, как расплавленный яхонт,

Небо, как якинф раскаленный,

Паруса у лодок пламенеют,

Уключины у весел сверкают,

И кефаль в мотне волокуши

Трепетным плещет перламутром.
- Георгий Шенгели. «Повар базилевса». Поэма, вольно комбинирующие различные колоритные эпизоды византийской истории[16].
- Лоуренс Шуновер (Lawrence Schoonover). «Gentle Infidel» (1950; не переведён). Романтические приключения христианина, выращенного янычарами, прекрасного лицом и разрывающегося между турчанкой и венецианкой, эпоха завоевания Константинополя.
- Вивиан Шурфранц (Vivian Schurfranz). «Roman Hostage» (1975; не переведён). Вестготский заложник в Константинополе IV века, в итоге возвращающийся, чтобы принять участие в битве при Адрианополе.

### Щ
- Вадим Щукин. «Олег. Царьградский щит».

### Э
- Дэниэл Кларк Эдди (Daniel Clarke Eddy). «Walter in Constantinople» (1865; не переведён).
- Умберто Эко. «Баудолино» (2000). Действие нескольких глав происходит в Константинополе между 1183 и 1204 годами, среди героев фигурирует Никита Хониат.
- Адам Эленшлегер, Варяги в Царьграде (дат. Væringerne i Miklagard);
- Майкл Эннис (Michael Ennis). «Byzantium» (1989; не переведён). Ещё одна книга о викинге Харальде Смелом, телохранителе императрицы Зои.

### Я
- Николай Языков. Стихотворение «Землетрясенье» (1844, «Всевышний граду Константина землетрясенье посылал…»), в основу которого положено предание о возникновении молитвы «Святый Боже, святый крепкий, святый бессмертный…»
- Челси Куинн Ярбро (Chelsea Quinn Yarbro), два романа из трилогии Atta Olivia Clemens, не переведены:
  - «A Flame in Byzantium» (1987). Книга про 500-летнюю вампиршу в Константинополе VI века.
  - «Crusader’s Torch» (1988). Про неё же уже в 1189 году.

## «Византия» в заголовках прочих книг
Перечисление книг, которые имеют в названии слова «Византия» или «византийский», но не затрагивают тему истории Византийской империи.
- Аркадий Аверченко. «Русские в Византии», юмористический рассказ о белых эмигрантах в Константинополе.
- Владимир Васильев. «Забытая дорога. История византийских перстней», рассказ.
- Руфин Гордин. «Шествие императрицы, или Ворота в Византию», книга о Екатерине II.
- Дороти Даннет. «Весна Византии» (в оригинале — Spring of the Ram). Книга о итальянском купце эпохи средневековья, путешествующем по миру.
- Саки. «Омлет по-византийски», юмористический рассказ об англичанах.
- Роджер Желязны. «Византийская полночь», фантастический рассказ.
- Роберт Силверберг. «Sailing to Byzantium». Фантастическая повесть о 50-м веке.
- Татьяна Степанова. «Прощай, Византия!», детектив о современной России, важную роль в котором играет коллекция монет эпохи императора Ираклия.
- Ирвин Шоу. «Вечер в Византии».
- Андрей Лободинов. «Византийские игры»[17].

## Византия в музыке
- Феликс Вайнгартнер, опера «Юлиан Отступник» (Der Apostat, 1924).
- Гендель, оратория «Феодора».
- Доницетти, опера «Велизарий», 1839.
- Ксавье Леру (Leroux, Xavier Henri Napoleon), «Феодора», музыкальная драма в 3-х актах .
- А. Ф. Мерзляков, романс «Велизарий».
- Майкл Типпетт (Michael Tippett). «Byzantium: for soprano and orchestra».
- Ария (группа), песня «Крещенье огнём» 2003.
- Оркестр Вермишель, альбом «Византия» 2003.